# Tristán Suárez
Tristán Suárez è una città del partido di Ezeiza, nella provincia di Buenos Aires. È situata nell'area sud-occidentale della conurbazione della Grande Buenos Aires.

## Geografia
Tristán Suárez è situata a 44 km a sud-ovest di Buenos Aires.

## Storia
La città è intitolata ad un proprietario terriero che donò i terreni per realizzare la locale stazione ferroviaria costruita nel 1885.

## Infrastrutture e trasporti

### Strade
La principale via d'accesso alla città è l'autostrada Ezeiza-Cañuelas che forma parte della strada nazionale 205, l'arteria che unisce la parte sud della conurbazione bonaerense con l'interno della provincia di Buenos Aires.

### Ferrovie
Tristán Suárez è servita da una propria stazione ferroviaria lungo la linea suburbana Roca, che unisce la capitale argentina con le località del sud e dell'est della sua conurbazione.

## Sport
La principale società calcistica della città è il CSD Tristán Suárez.